# Львовский научно-исследовательский радиотехнический институт
Львовский научно-исследовательский радиотехнический институт (укр. Львівський науково-дослідний радіотехнічний інститут) — научно-производственное предприятие военно-промышленного комплекса Украины, расположенное во Франковском районе Львова. ЛНИРТИ разрабатывает радиолокационную технику и радиотехнические системы различного назначения в частотном диапазоне до 95 ГГц, а также информационно-управляющие системы для наземных транспортных средств и бронетехники.
Входит в перечень предприятий, имеющих стратегическое значение для экономики и безопасности Украины.

## История
3 марта 1995 года ЛНИРТИ был внесён в перечень предприятий и организаций Украины, которые не подлежат приватизации в связи с их общегосударственным значением.
В августе 1997 года ЛНИРТИ был включён в перечень предприятий, имеющих стратегическое значение для экономики и безопасности Украины.
В апреле 1998 года в соответствии с постановлением Кабинета министров Украины ЛНИРТИ был передан в ведение министерства промышленной политики Украины.
К весне 2006 года в связи с недостаточным объёмом государственного заказа, производственные мощности ЛНИРТИ были задействованы на 40%, основная часть выпускаемой продукции поставлялась на экспорт.
По состоянию на начало 2008 года, основной продукцией ЛНИРТИ являлись: 
- бортовая радиолокационная станция 3-мм диапазона предупреждения столкновений[1]
- радиолокационное приёмо-передающее устройство ППУ-01 диапазона "L"[1]
- аппаратные и программные средства для испытаний систем управления движением и стабилизации следящих систем[1]
- аппаратура управления вспомогательным двигателем энергоагрегата ЭА-8 для танков[1] (производства ХКБМ)
- аппаратура управления подвижностью танка[1]
- аппаратура управления реверсивной трансмиссией[1]
- аппаратура управления комплексом оптико-электронного противодействия "Варта"[1]
- аппаратура управления танковым автоматом заряжания для выстрела 120-мм калибра[1]
- блок преобразователя напряжения ПН-1,5м для танкового дальномера[1]
- микропроцессорный блок управления БУ-К1ЦЛ[1]
- танковый баллистический вычислитель[1]
- топливомер[1]
- унифицированный радиолокационный измеритель параметров движения[1]
- унифицированный измеритель начальной скорости артиллерийского снаряда[1]
- аппаратура навигационного обеспечения и взаимодействия[1]
- цифровая радиорелейная радиостанция "Контакт-11Ц"[1]
- аппаратура передачи данных для командных пунктов и пунктов управления тактического звена сухопутных войск[1]
- радиомодемы с шумоподобным сигналом[1]

Не вполне благополучное в начале 2008 года положение ЛНИРТИ осложнил начавшийся в 2008 году экономический кризис. К началу 2009 года НИИ вошёл в перечень крупнейших предприятий-должников Львовской области и несмотря на продажу части непроизводственных помещений (складов и гаражей) весной 2009 года, к концу декабря 2010 стал крупнейшим среди предприятий-должников Львовской области.
В мае 2009 года на вооружение вооружённых сил Украины был принят танк БМ «Оплот» (в конструкцию которого входит информационно-управляющая система "ТИУС-НМ", разработанная ЛНИРТИ).
После создания в декабре 2010 года государственного концерна «Укроборонпром», ЛНИРТИ был включён в состав концерна, осенью 2012 года с целью уменьшения задолженности было продано здание НИИ по адресу ул. Научная, 7В, однако в 2011-2013 годы хозяйственное положение ЛНИРТИ оставалось неудовлетворительным, по размеру задолженности по заработной плате сотрудникам НИИ входил в число крупнейших предприятий-должников Украины.
В феврале 2013 года заместитель министра обороны Украины О. Олийнык сообщил в интервью, что с ЛНИРТИ заключён контракт на выполнение модернизации отдельных элементов РСЗО БМ-21 "Град".
Кроме того, ЛНИРТИ был привлечён к участию в разработке украинского зенитно-ракетного комплекса средней дальности "Днепр" для корвета проекта 58250.
К началу 2014 года в результате выполнения экспортного контракта на изготовление аппаратуры для танков "Оплот-Т" для вооружённых сил Таиланда ЛНИРТИ улучшил экономическое положение и уменьшил размеры задолженности по зарплате работникам на 80% (с 12,2 млн. гривен на 1 декабря 2013 года до 2,2 млн. гривен в январе 2014 года). К концу мая 2014 года ситуацию с задолженностью удалось разрешить.
В июне 2014 года по иску прокуратуры в собственность ЛНИРТИ было возвращено здание НИИ по адресу ул. Научная, 7В (которое было продано осенью 2012 года частной IT-компании ООО "Элекс" по заниженной цене).
В октябре 2014 года военная прокуратура Львовского гарнизона и ГУ МВД Украины в Львовской области начали расследование в связи с хищением и растратой в период 2004 - 2013 гг. сотрудниками ЛНИРТИ государственного имущества НИИ общей стоимостью свыше 400 тыс. гривен.
9 декабря 2020 года Кабинет министров Украины принял решение о передаче НИИ из состава концерна "Укроборонпром" в ведение Фонда государственного имущества Украины.
16 апреля 2021 года НИИ был выведен из состава ГК "Укроборонпром" и передан в ведение Фонда государственного имущества Украины как "потерявший значение для обороноспособности страны".